# Narrativ (Grammatik)
Als Narrativ (Maskulinum, von lateinisch narrare „erzählen“) werden in den Sprachwissenschaften zwei grammatische Phänomene bezeichnet:
- In den kaukasischen Sprachen ist der Ausdruck Narrativ eine Kasusbezeichnung, die hauptsächlich in der Kaukasistik Verwendung findet. Sie bezeichnet den sogenannten Erzählkasus. Beispielsweise ist der Ergativ der georgischen Sprache ein Narrativ, da er ausschließlich in der perfektiven Vergangenheitsform des Aorists, also in erzählendem Stil, verwendet wird. Der georgische Name für den Ergativ lautet Mothxrobithi.
- In den baltischen Sprachen ist der Narrativ ein spezieller Erzählmodus, dessen Formen mit dem Modus relativus identisch sind (auch Partizipialsprache genannt), zum Beispiel litauisch litauisch gyvenęs karalius „es lebte ein König“ vs. gyveno karalius.
- Das biblische Hebräisch enthält nur zwei Tempora mit unterschiedlichen Konjugationen, die grundsätzlich die Bedeutung von Vergangenheits- bzw. Zukunftsformen haben. Durch ein Waw in der Bedeutung „und“ (gesprochen [və]), das einer konjugierten Verbform vorangestellt wird, erhält eine Vergangenheitsform eine Zukunftsbedeutung und umgekehrt. Beispiele: היה hajáh „es war“; והיה wehajáh „und es wird sein“; jidabér „er wird sprechen“; wajidabér „und er sprach“.[2]